# Географія Донецької області

## Розташування

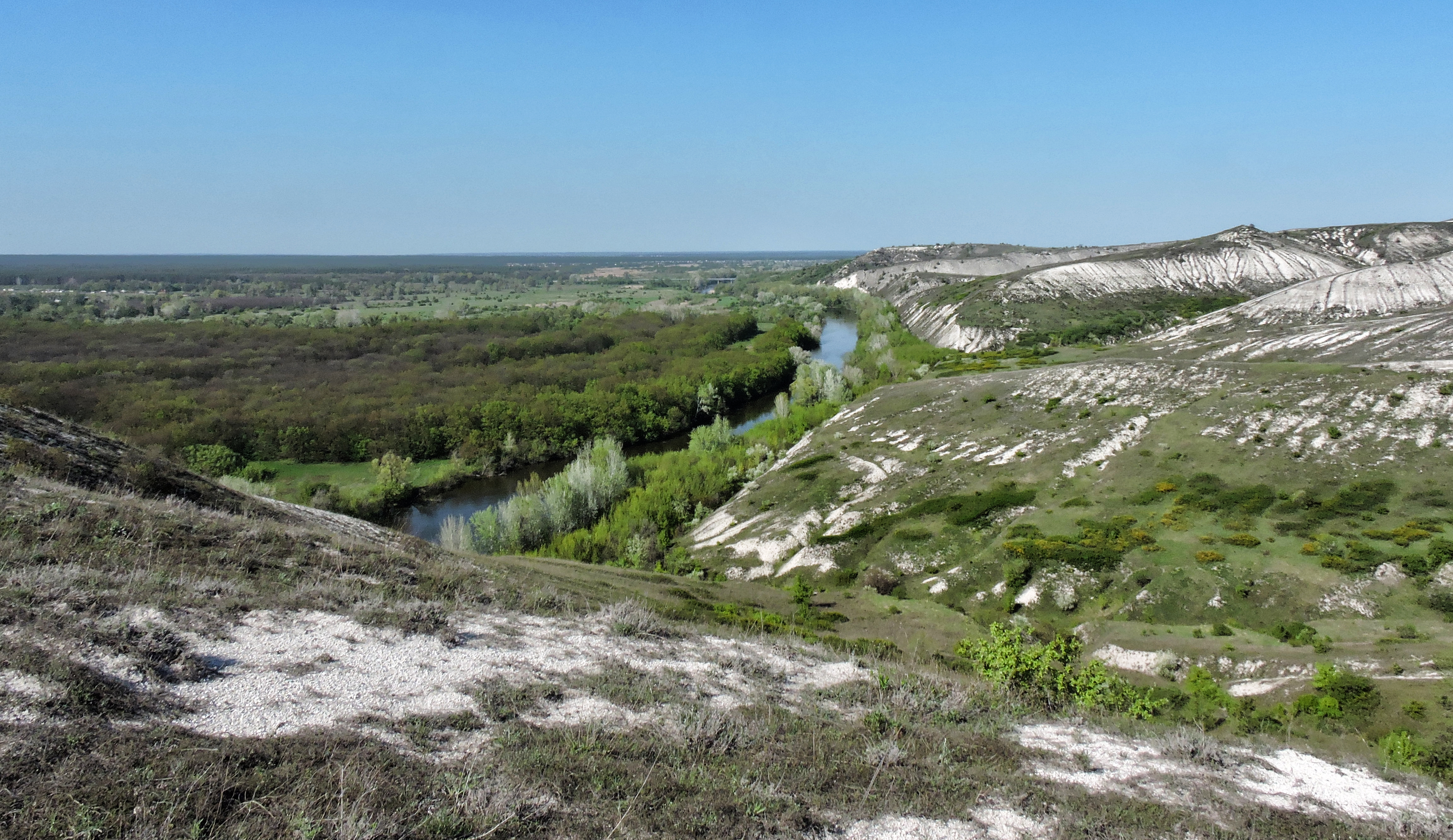
Річка Сіверський Донець серед крейдових пагорбів

Донецька область за своїм географічним розташуванням відноситься до Центрального степу. Клімат області континентальний із посушливо-суховійними явищами. Вітрові маси, які надходять з Азійського материка й Нижне-волзьких степів, зумовлюють низькі температури взимку з холодними, а восени і влітку сухими гарячими вітрами. Середні температури січня від −5 до −8 °C, липня 21–23 °С. Опадів близько 500 мм на рік. Навесні бувають суховії (частіше — у травні), влітку — посухи, іноді — пилові бурі, град, взимку — завірюхи.

## Рельєф
Рельєф переважно рівнинний (висотою до 200 м), розчленований ярами й балками. На північному сході знаходиться Донецький кряж висотою до 367 м, поверхня якого порізана долинами річок. На заході кряж переходить в Придніпровську низовину, на півдні — у Приазовську низовину з окремими підняттями (Могила-Гончариха, Савур-Могила та інші). На півдні — вузька смуга Причорноморської низовини, яка уступами обривається до Азовського моря. У місцях залягання вапняків і соленосних відкладень розвиваються карстові форми рельєфу. Характерна риса рельєфу області — наявність форм антропогенного походження: терикони, кар'єри тощо.

## Корисні копалини

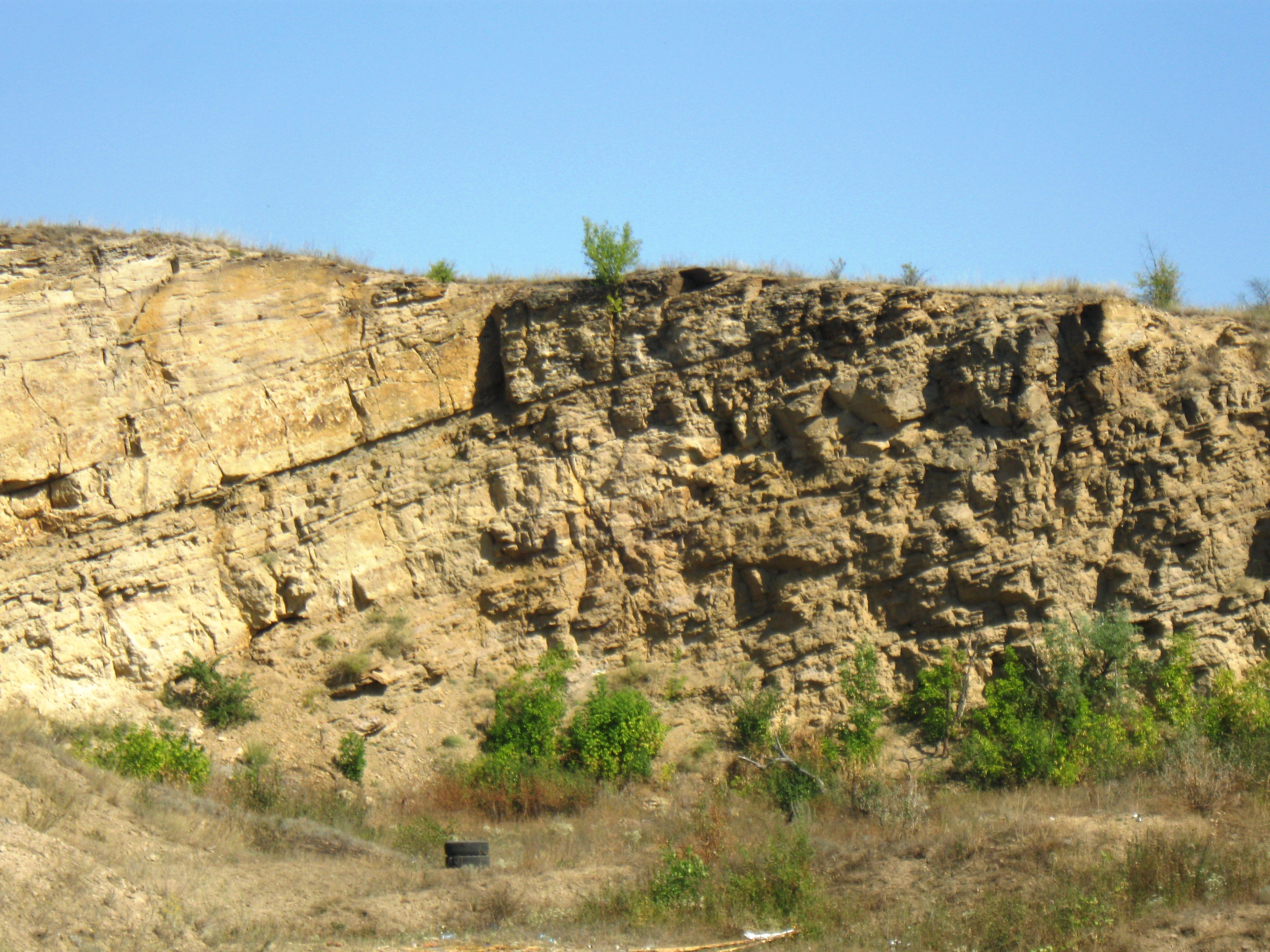
Клебан-Бицьке відслонення

Надра області багаті на різноманітні корисні копалини, з яких найбільше значення має кам'яне вугілля (Донецький вугільний басейн). Значні запаси кам'яної солі (Артемівське та Слов'янське родовища). Мінерально-сировинна база промисловості будівельних матеріалів і чорної металургії представлена значними родовищами доломітів, вапняків (флюсових і будівельних — Докучаєвськ, Комсомольське, смт Новотроїцьке), вогнетривких (Часівоярське, Новорайське, Андріївське, Затишанське, Веселівське, Жовтневе родовища) і пластичних (керамічні — Краматорське, Курдюмівське, Кутейніковське, Миколаївське, Рай-Олександрівське, Никифоровске родовища) глин, мергелю (Амвросіївський район, район міста Краматорська), гіпсу (Бахмутський район), каолінів (Володимирське, Богородицьке, Катеріновське родовища), крейди (Слов'янський район), будівельних і кварцових пісків, граніту (Тельманівський, Володарський район (Київська область)), кварциту тощо. Є також ртуть (Микитівське родовище), мінеральні фарби (охра — Яснополянське родовище), фосфорити (Резніковское й Осиковское родовища), азбест, графіт (у Приазов'ї). Виявлені родовища нефелінових сієнітів (алюмінієві руди — Калініно-Шевченківське родовище), флюориту (плавиковий шпат — Петрово-Гнутовське й Покров-Кириївське родовища), вермикуліту (Кам'яномогільне родовище), залізних руд (в Приазов'ї), давсоніта, калійних солей (поряд зі Слов'янськом). У північних районах області знаходиться Дніпровсько-Донецька нафтогазоносна область (в області практично не розробляється), у південних, на узбережжі моря — Причорноморсько-Кримська нафтогазоносна провінція. Експлуатуються джерела мінеральних вод (Добропілля, Новоазовськ).

## Геологічна структура
Територія Донбасу відноситься до структурної зони, тектонічне положення якої не дуже зрозуміле. З одного боку, вона тісно пов'язана з докембрійською Східно-Європейською платформою, з іншого — з Предкавказькою епігерцинською платформою. За комплексу ознак він являє собою палеозойської трог, що вклинився в межі платформи.
Палеозойські породи зім'яті в складки з утворенням великої кількості тектонічних порушень. З породами кам'яновугільного та пермського періодів пов'язані великі родовища кам'яного вугілля й солей.
Порода складчастого комплексу перекриваються відкладеннями, що полого залягають мезозою та кайнозою.
За площею поширення переважають території кайнозойської (неогенової) системи. У районі Донецького кряжу — палеозойської(кам'яновугільної й частково пермської) системи. На Приазовської височини — архейської системи. У заплаві річок Сіверський Донець, Бахмут — ділянки мезозойської (крейдяний) системи.

## Водні об'єкти
Докладніше: Річки Донецької області, Водосховища Донецької області, Стави Донецької області

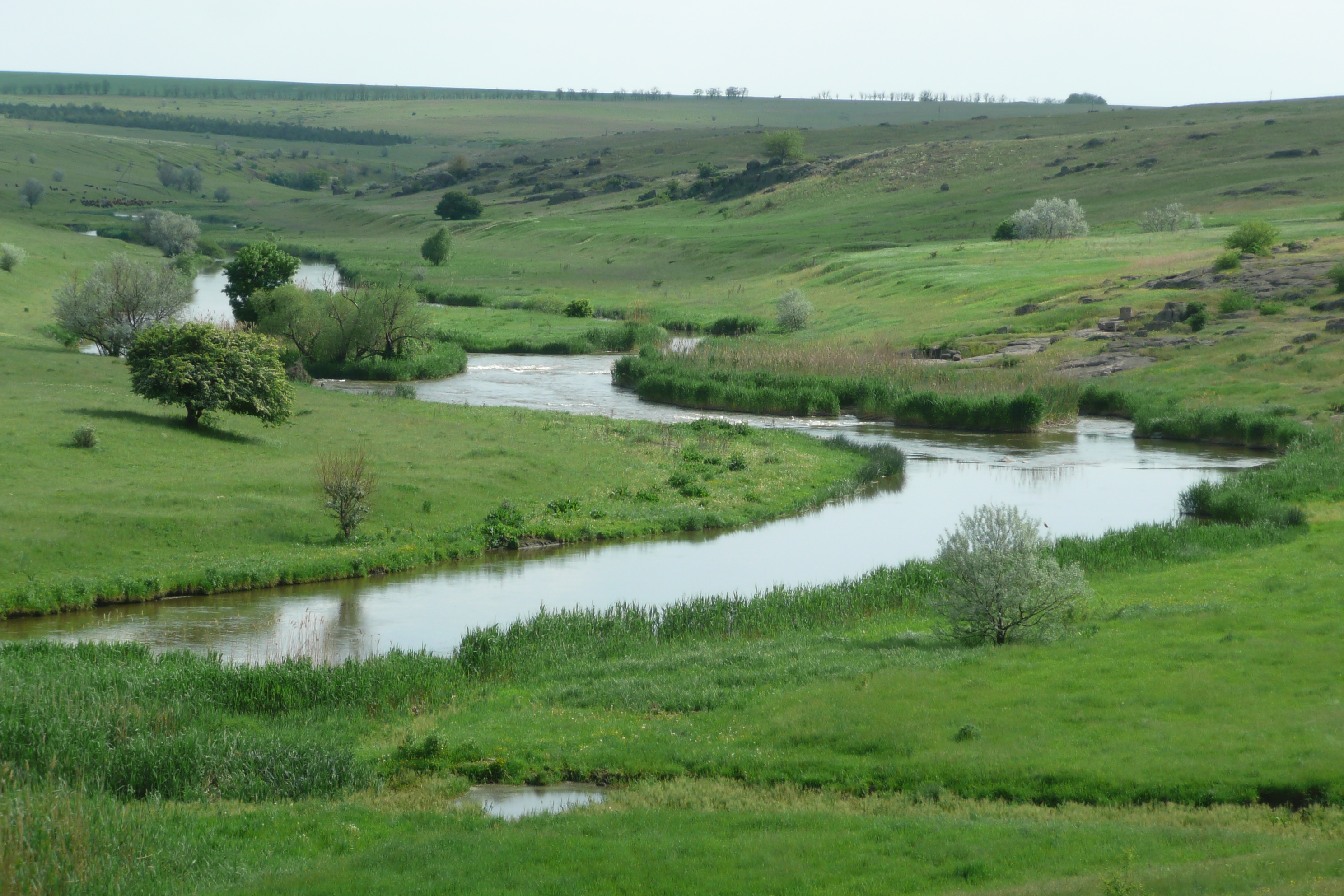
Річка Кальміус

По території Донецької області протікають близько 246 річок, з яких 47 довжиною понад 25 км. Загальна довжина річок становить більш ніж 3000 км. Найбільша з них — Сіверський Донець довжиною 1053 км, а в межах області — понад 100 км, шириною від 60 до 80 м. Середня глибина 1,5—2 м (на плесах досягає 7 м). Її притоки — Казенний Торець, Бахмутка та Лугань. До басейну Дніпра належать річки: Самара і Вовча; до басейну Азовського моря: Кальміус, Грузький Єланчик, Кринка.
Озер на території області мало, є невеликі озера в заплаві Сіверського Дінця (Вовче та інші), а також Слов'янські солоні озера — Гедзі та Ріпне.
Для поліпшення водопостачання створено 130 водосховищ, у тому числі: Старокримське, Клебан-Бикське, Карлівське, Вільхівське, Зуївське, Ніжнекальміуське, Старобешівське та канал Сіверський Донець — Донбас.

## Ґрунти
Наявність різноманітних форм рельєфу призвела до створення на них різноманітних видів ґрунтів. На лесовидних породах утворилися гумусні чорноземи. У заплавах річок і балок: лугові чорноземи, луго-болотні, переважно із засоленими ґрунтами. Для ґрунтового покрову більшої частини Донецької області характерні чорноземи, у північних районах зустрічаються дерново-слабопідзолисті ґрунти, уздовж узбережжя Азовського моря — слабосолоні чорноземи й солонці. Усього на карті області виділено 60 видів ґрунтів.

## Рослинність
Рослинний світ Донецької області за кліматогеографічним розташуванням регіону належить до степової зони і представлений в основному степовими, лісостеповими й заплавними формаціями флори. Природна степова рослинність збереглася головним чином на заповідних ділянках, на узбережжі Азовського моря — ділянки із солончакової рослинністю. Ліси й чагарники займають 5,6 % території області, переважно в долині Сіверського Дінця — соснові бори, на Донецькому кряжі — діброви, байрачні ліси. Переважають північностепові підвищені і схилові природно-територіальні комплекси. Науковцями на території області відмічено 1870 видів флори, яка становить близько 40 % видів, що зустрічаються в Україні. З рідкісних рослин у регіоні спостерігається понад 91 з 541 виду флори, занесених до Червоної книги України та 39 видів, занесених до Європейського Червоного списку.

## Тваринний світ
Практично повсюдно в природі зустрічаються лисиця руда, заєць сірий, миша пасиста, і різноманітні мишоподібні гризуни, з птахів — перепілка, куріпка сіра, ворона сіра, ворона чорна, одуд, жайворонки, лелеки, качки, ластівки, горобці, дятли.
У лісах на півночі області, окрім згаданих видів, поширені також окремі види, які проникають у регіон уздовж заплави Дінця: борсук, єнот уссурійський, лось європейський, сарна європейська (можливі знахідки азійської), дикий кабан, вивірка руда (у багатьох місцях також вселяли алтайську форму «телеутка»), їжак білочеревий, кріт європейський тощо. З птахів тут мешкають: фазан, грак, сорока, соловей, різноманітні синиці, горлиці, сови, дятли.
На піщаних косах і узбережжі Азовського моря зустрічаються: лисиця, заєць сірий, з птахів: сіра гуска, лисуха, мартини, качки, кулики, голуби та інші.
У річках області зустрічаються риби: короп, карась, щука, краснопірка, лящ, рибець, товстолоб білий, сом звичайний, йорж, окунь, судак, лин. В акваторії Азовського моря: бичок, шпрот європейський, хамса, оселедець, пузанок азовський, камбала, піленгас та інші.
Колись для фауни області вказували також
- Із ссавців: пацюк чорний, хом'як звичайний, тарпан, сайгак, тур та ін.; у прибережній акваторії майже остаточно зникли дельфіни-азовки.
- З рибоподібних: осетер руський, вирезуб, карась золотий тощо.

Див. також: фауна Придінців'я.

## Метеорити
На території Донецької області впали метеорити:
- Бахмут (15 лютого 1814 року)
- Жовтневий (10 жовтня 1938 року)
- Оленівка (17 жовтня 1951 року)
- Андріївка (7 серпня 1969 року)
- Горлівка (17 липня 1974 року).

## Рекреаційні можливості

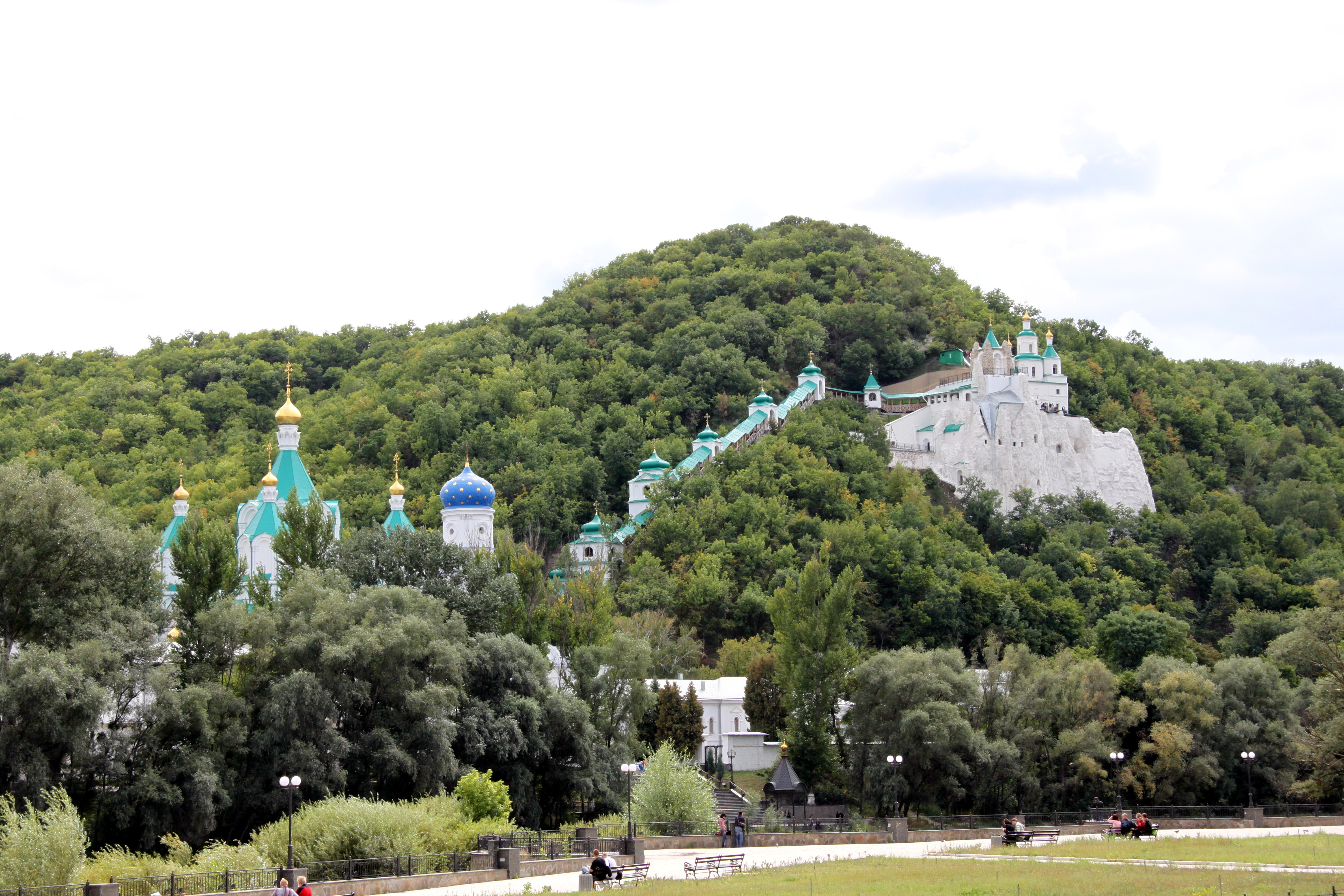
Національний природний парк "Святі гори", фото 2009 року

Донецька область має багаті природні ресурси. Тут є дивовижні місця й лікувальні джерела. Бальнеологічне значення мають Слов'янські солоні озера (Ропне, Сліпне, Вейсове) і джерела мінеральних вод. Національну цінність становлять дві заповідні зони — Хомутовський степ і Святогір'я. В останньому створено національний природний парк «Святі гори». Унікальні природні лікувальні властивості має соляна шахта в м. Соледарі, де створений спелеологічний санаторій. Азовське узбережжя за оздоровчим ефектом — прекрасна рекреаційна зона.